# Convento dell'Ascensione (Kiev)
Il convento dell'Ascensione' (in ucraino Флорівський монастир?, Florivs'kyj monastyr, in russo Флоровский монастырь?, Florovskij monastyr), anche noto come Floriv'skyj, è un convento del XVI secolo situato nel centro storico di Kiev. È stato edificato sulla precedente chiesa in legno dedicata ai santi Floro e Lauro.
Il convento si espanse notevolmente al tempo della Grande Guerra del Nord, quando Pietro il Grande fece demolire il vecchio convento dell'Ascensione sulla collina di Pečersk con l'obiettivo di costruirvi un arsenale. Le ricchezze e le abitanti del convento demolito furono trasferite al Convento Floriv'skyj.
La chiesa principale a tre cupole, detta katholikon, è un esempio importante di architettura barocca ucraina. La prima pietra fu posata nel 1722 e dieci anni dopo l'edificio fu dedicato alla festa dell'Ascensione di Cristo. Il suo campanile neoclassico è di età più tarda.
Gli edifici in legno del monastero furono completamente distrutti da un incendio nel 1811, che risparmiò unicamente il katholikon e un refettorio del XVII secolo. Andrej Melenskij, architetto neoclassico di Kiev, si occupò della ricostruzione.
Il convento fu chiuso nel 1929 ma riaprì dopo che i tedeschi entrarono in città nel 1941. Da allora diversi edifici del complesso sono stati convertiti in imprese commerciali o produttive.